# Lo Bort del rei d'Arago
Lo Bort del rei d'Aragó o il Bastardo del Re d'Aragona (fl. XIII-XIV secolo) è il nome assegnato al compositore di tre coblas in un canzoniere occitano.
Lo bort ha scritto due peticions (o cobles ab resposta, domande) e una remissio (resposta, risposta) per Rostanh Berenguier de Marselha, il quale ha anche scritto una sua quarta peticion a Lo bort, ma senza che una risposta ci sia pervenuta. Questa poesia senza risposta, Pos de sa mar man cavalier del Temple, contiene indizi interni che permettono di datarla tra 1291 e il 1310.
Le date, la connessione attraverso il suo interlocutore con Marsiglia, e l'abbondanza di questioni illegittime con cui egli potrebbe essere identificato, suggerisce che Lo bort fosse un figlio di Giacomo I d'Aragona oppure di Pietro III d'Aragona che ebbe tre bastardi: un figlio prematrimoniale da una donna chiamata Maria, il signore di Sogorb Jaume Pere e Giovanni. Ognuno di questi figli illegittimi può essere stato il bastardo-trovatore, ma una definitiva identificazione resterà probabilmente sempre nel vago.
La poesia dell'anonimo bastardo reale e Rostanh Berenguier è "insignificante e banale" nella tradizione goliardica. Venne copiata nel XV secolo in modo anonimo nel Cançoner de Saragossa in lingua catalana.

## Opere
Scambi di coblas con Rostanh de Berenguier
- Un juoc novell ay entaulat[3] (a cui risponde Ab dous dezir ay desirat di Rostanh de Berenguier)
- Midons m'es enperativa[4] (a cui risponde D'amor de joy genitiva di Rostanh Berenguier)
- Mesier G., pensan en prop[5] (in risposta a Quant tot trop tart, tost quant plac trop[6])